# Тавернеле (Арецо)
Тавернеле је насеље у Италији у округу Арецо, региону Тоскана.
Према процени из 2011. у насељу је живело 239 становника. Насеље се налази на надморској висини од 346 м.